# Butoves
Butoves je obec v okrese Jičín v Královéhradeckém kraji. Žije v ní 290 obyvatel.

## Historie
První písemná zmínka o obci pochází z roku 1329.
Železniční stanice je v provozu od roku 1871.

## Obyvatelstvo
| Rok            | 1869 | 1880 | 1890 | 1900 | 1910 | 1921 | 1930 | 1950 | 1961 | 1970 | 1980 | 1991 | 2001 | 2011 | 2021 |
| -------------- | ---- | ---- | ---- | ---- | ---- | ---- | ---- | ---- | ---- | ---- | ---- | ---- | ---- | ---- | ---- |
| Počet obyvatel | 172  | 204  | 210  | 203  | 218  | 228  | 206  | 192  | 182  | 181  | 138  | 73   | 172  | 244  | 253  |
| Počet domů     | 22   | 32   | 32   | 37   | 42   | 44   | 50   | 55   | 52   | 49   | 46   | 50   | 56   | 80   | 80   |

## Obecní správa
Mezi lety 1850–1880 patřil Butoves jako osada obce k Popovicím v okrese Jičín. V letech 1880–1920 patřil jako osada obce k Tuři. V letech 1921–1960 byl obcí. V letech 1960–1990 patřil znovu jako část obce k Tuři a od 24. listopadu 1990 je opět samostatnou obcí.

### Obecní symboly
Znak a vlajka byly obci uděleny rozhodnutím předsedy Poslanecké sněmovny Parlamentu České republiky dne 21. června 2018.

## Doprava
Obcí prochází železniční trať Hradec Králové – Jičín – Turnov. V železniční stanici Butoves zastavují všechny osobní vlaky. V provozu jsou mechanicky ovládané závory.